# Scarnica bicolor
Scarnica bicolor är en fjärilsart som beskrevs av Sergius G. Kiriakoff 1963. Scarnica bicolor ingår i släktet Scarnica och familjen tandspinnare. Inga underarter finns listade.